# CJSQ-FM
Pour les articles homonymes, voir Radio Classique (homonymie).
CJSQ-FM ou Radio-Classique est une station de radio québécoise située à Québec appartenant à Groupe Musique Greg, diffusant à la fréquence 92,7 MHz sur la bande FM d'une puissance de 2 840 watts, et diffuse de la musique classique 24 h sur 24. La devise de la station est « Écoutez comme c'est Beau! ».
La station a été lancée sous la propriété de Radio-Classique Québec inc., une société contrôlée par Jean-Pierre Coallier, qui animait tous les matins de semaine de la station jusqu'à sa retraite. Elle a été achetée par Gregory Charles.
Jusqu'en juin 2020, elle était la station-sœur de CJPX-FM 99,5 FM à Montréal et partageait une partie de sa programmation de soirée en semaine et les samedis après-midi en réseau.

## Histoire

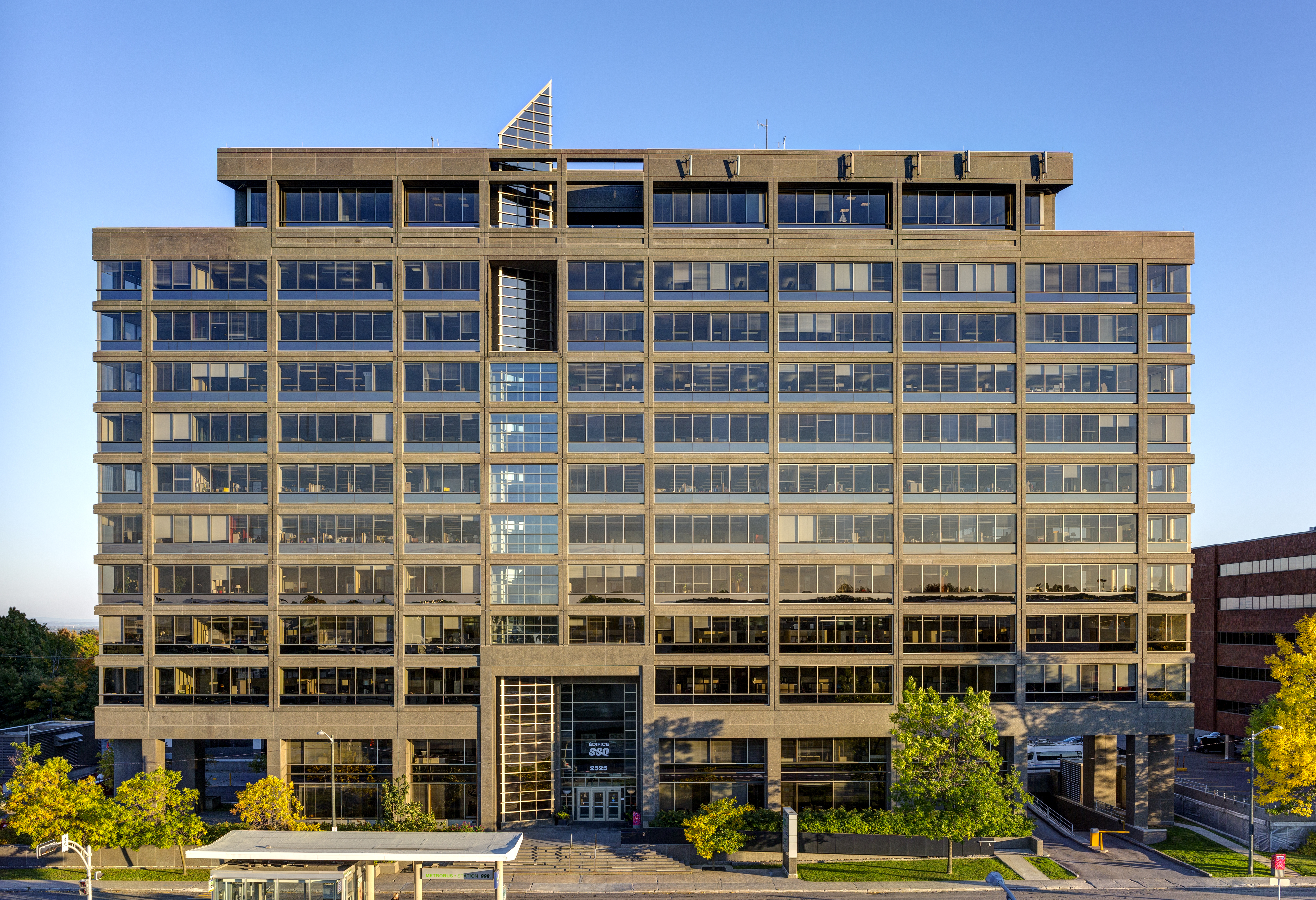
Les studios de Québec sont situés au 2525 boulevard Laurier, dans Sainte-Foy.

Le 10 août 2006, le CRTC approuve la demande de Radio-Classique pour un licence de diffusion dans la ville de Québec. La station entre en ondes le 15 juillet 2007.
En 2015, Radio-Classique est acquise par Groupe Musique Greg, un groupe contrôlé par Gregory Charles, un artiste québécois, au coût de 10,5 millions de dollars. Au cours des quatre années suivantes, l'auditoire est passé de 250 000 auditeurs à 500 000 auditeurs et l'âge moyen des auditeurs est passé de plus de 70 ans à 55 ans. La radio a ajouté de nombreux amateurs de concerts, de jazz, de musique de jeux vidéo et de musique de cinéma à ses adeptes.
Le 13 novembre 2019, Gregory Charles vend sa station de Montréal à Leclerc Communication,. Une demande a également été déposée en vue de faire modifier les conditions de licence de CJPX-FM 99,5, pour la faire passer d'une station de format spécialisé à une station de musique populaire nommée WKND 99,5 Montréal, qui diffusera de la musique pop-rock et alternative. Leclerc Communication souhaite offrir aux auditeurs de Montréal un format similaire à celui de la station WKND 91,9 à Québec.
Radio-Classique conserve toutefois sa station de Québec et continue d'offrir son contenu sur le web et via câblodistribution.

## Production
Environ la moitié de la programmation est enregistrée à Québec tandis que l'autre portion est enregistrée à Montréal. Le but de cette répartition est surtout de créer deux grands marchés (Québec et Montréal) autour de la bannière[pas clair].

## Partenariats
- Analekta (Radio-Classique est un partenaire d'Analekta depuis 20 ans)[9]
- Les Violons du Roy[10]
- Musique de chambre à Sainte-Pétronille[11]
- Festival international du Domaine Forget[12]
- Festival international de jazz de Montréal[13]
- La virée classique OSM (Orchestre symphonique de Montréal)[14]
- Concours musical international de Montréal[15]
- Opéra de Québec[16]
- Orchestre symphonique de Québec[17]

## Émissions
Les émissions présentées sur les ondes de Radio-Classique sont les suivantes :
- Le continental
- L'île aux trésors
- Retour vers le futur
- L'heure exquise
- Crépuscule d’or
- Sous les étoiles
- En bonne compagnie
- Entre le jazz et la java
- Sonnez les matines
- Le tour du monde
- En concert